# ちどり会
ちどり会（ちどりかい）は、医薬品卸業を営む企業が安藤文夫（安藤震四郎商店・専務）の呼びかけで結成された研究会の名称である。現在は存在しない。

## 概要
1950年（昭和25年）4月、群馬県の医薬品卸、安藤震四郎商店は「中小商業経営の基本的知識」と題する冊子を発刊した。これは商店型の経営を脱し切れていない当時の医薬品卸に経営合理化を促すものであった。1951年（昭和26年）12月にはその後の研究成果を織り込んだ「中小商業経営とその在り方」を発刊した。こうした活動の中で機運が高まり、安藤震四郎商店の専務であった安藤文夫の呼びかけで1955年（昭和30年）、問屋経営の合理化を目指した若手医薬品卸業経営者の経営研究会が発足することになった。経営者らは群馬県水上温泉に集合し、その旅館の名称が「ちどり」の間であったことから、会は「ちどり会」と名づけられた。会長には福神商店の福神彰が就任した。
以降会合は全国各地で研修の形で行われた。1956年（昭和31年）の会合は長野県の浅間温泉で行われた。1957年（昭和32年）には日本能率協会の講師により、ピーター・ドラッカーの『現代の経営』の講習が箱根で行われた。会合形式のほか、いち早く帳票事務を機械化した鍋林商店を会員他社が視察する、といった形の交流も行われた。
しかし参加各社の経営規模に差があり、会合で各社が一様に関心を持つテーマを設定しにくくなったことから、ちどり会は自然消滅の形となった。業者の交流自体は続き、1958年（昭和33年）には合理化に積極的だった7社が新たに「ALS会」（アルス会、ALSはaid, leading, speakingの頭文字を取ったもの）を結成した。ALS会では、「現代の経営研究」「商品管理と配送」「マーケティング計画の立案と展開」など7つのテーマを設定し、各社で組織的に研究した成果をまとめる、という方式が取られた。
こうした活動は、昭和40年代に結成されたJMFへとつながっていった。

## 参加会員
結成時の会員は以下の24社であった。*を付したものはALS会の加入企業で、このほかに川口屋商店が加わっている。
- 安藤震四郎商店（安藤）*
- 井上一誠堂
- 小田島薬店（小田島）
- 河合薬品商会（カワイ）
- 工藤菊太郎薬局（朝日薬品）
- 小池薬局（チヤク）
- 佐野薬局（佐野薬品）
- 酒井商店（酒井薬品）
- 自明堂薬局
- 鈴彦商店（鈴彦）*
- 滝田薬局（タキタ）
- 田中竹二郎商店（マルタケ）
- 大栄薬品（ダイエー）
- 張堪薬店(張堪)
- 土屋薬局（土屋薬品）
- 寺田商店（中日本薬業）
- 中川安商店（中川安）*
- 中西薬品（中西清薬品）
- 鍋林商店（鍋林）*
- 福神商店（福神）*
- 松井伊兵衛商店（松井薬品）
- 茂木薬品商会*
- ㊀斉藤商店
- 渡辺薬品

各社名の表記は『中川安株式会社八十年史』の表記に従ったが、「（株）」は省略した。